# Vögelsen
Vögelsen er en kommune i den nordvestlige del af Landkreis Lüneburg i den tyske delstat Niedersachsen, og er en del af Samtgemeinde Bardowick.

## Geografi
Vögelsen ligger omkring 5 km nordvest for Lüneburg syd for Bundesautobahn 39, mellem byerne Lüneburg, Reppenstedt, Dachtmissen, Mechtersen og Bardowick.